# A Parábola dos Cegos
A Parábola dos Cegos (em neerlandês:  De parabel der blinden) é uma pintura do artista do Renascimento flamengo Pieter Bruegel, o Velho, concluída em 1568. Executada usando a técnica de tinta plástica sobre tela de linho, ela mede 86 cm × 154 cm. Atualmente, a tela faz parte do acervo do Museu de Capodimonte, em Nápoles, Itália.
A obra retrata a parábola contada por Jesus Cristo, na qual o cego guia outro cego. A passagem bíblica aparece em Mateus 15:14, quando Jesus dirige uma crítica aos fariseus: “Deixai-os. São cegos e guias de cegos. Ora, se um cego conduz a outro, tombarão ambos na mesma vala.”  A narrativa é comumente interpretada como uma metáfora para descrever uma situação em que uma pessoa sem conhecimento é aconselhada por outra pessoa que também não tem conhecimento algum sobre determinado assunto.

## Composição estética e estilo
Bruegel tinha forte inclinação artística para representar alegorias, provérbios e parábolas nas obras dele. Buscando retratar a realidade das pequenas aldeias da região de Flandres (que embora já se encontrasse sob os ideais renascentistas, ainda trazia enraizada nas relações sociais certas tradições da cultura medieval ), o pintor flamengo recria a célebre parábola bíblica dos cegos.
O autor pintava com a objetividade empírica da Renascença. Em trabalhos mais antigos, os cegos eram representados com os olhos fechados. Nesta pintura, no entanto, Bruegel confere realismo à cegueira dos homens na cena, de maneira que cada figura tem um problema ocular diferente.
De acordo com Rose-Marie e Rainer Hagen, “os médicos de hoje podem diagnosticar as suas doenças de olhos ou determinar as causas da sua cegueira: o da esquerda sofre de glaucoma, o da direita de amaurose; ao cego em baixo, foram vazados os olhos como castigo durante uma rixa”. Embora caiam todos em sequência, os homens mantêm a cabeça altiva para um melhor uso dos outros sentidos sensoriais.  
Assim como em outras obras do pintor, A Parábola dos Cegos ressalta a ambiguidade dos temas abordados no catálogo de Bruegel. Da mesma forma que na tela Os Mendigos, o pintor flamengo mostra, no trabalho em questão, que tem uma visão do ser humano como indivíduo imperfeito. Isso se manifesta na escolha por representar personagens como cegos e pedintes, não separando no cenário o que é ser humano, animal e vegetal. Da seguinte maneira, Bruegel questiona a semelhança do homem com a imagem do Deus cristão.
A melancolia é um dos traços mais marcantes do quadro. Dessa forma, Bruegel busca transportar para o plano imagético o mote principal da parábola: a ideia de que um cego que guia outros cegos acaba levando todos ao mesmo abismo . Por meio da composição diagonal (a qual confere uma tensão dramática à tela ) o autor busca exprimir o movimento de queda em sequência dos seis personagens retratados, reforçando a ideia de uma morte em série . A obra pode ser interpretada, ainda, como uma forma de tratar a cegueira espiritual em relação à religião.
O romance histórico Bruegel, or the Workshop of Dreams (1987), escrito por Claude-Henri Rocquet, sugere que a escolha do tema da tela de Bruegel se deu pelo medo incondicional que o próprio pintor tinha de perder a capacidade de enxergar . 

## Intertextualidade com a literatura
A obra de Bruegel teve forte impacto na literatura, influenciando poetas e romancistas.
Uma das principais alusões literárias ao trabalho do pintor flamengo aparece em Ensaio Sobre a Cegueira, do escritor português vencedor do Prêmio Nobel José Saramago.
No livro, Saramago estabelece certa intertextualidade com a pintura na cena em que os cegos realizam uma expedição ao banheiro do manicômio em que se encontravam . Tal como na pintura, são retratadas seis personagens neste momento específico do livro. Ao todo, cinco pessoas cegas são conduzidas pela mulher do médico (a única pessoa vidente do grupo, mas que fingia ter perdido a visão). Como escreveu Saramago: “Por fim, a fila lá ficou ordenada, atrás da mulher do médico ia a rapariga dos óculos escuros com o rapazinho estrábico pela mão, depois o ladrão, de cuecas e camisola interior, a seguir o médico, e no fim, a salvo de agressões por agora, o primeiro cego. Avançavam muito devagar como se não se fiassem de quem os guiava.” 
Além de Saramago, outro escritor que possivelmente referenciou a obra em um de seus textos foi o poeta francês Charles Baudelaire. Levando em conta o vínculo existente entre o  autor de As Flores do Mal e a pintura (seja como poeta ou então como crítico de arte) não é de se surpreender que ele tenha tomado como inspiração a obra de Bruegel para a composição do poema "Les Aveugles" (“os cegos”, em português) . A associação é comumente feita devido ao caráter "pavoroso" e "grotesco" com que os cegos são representados no soneto de Baudelaire. A imagem das pupilas, "onde ardeu a luz divina", voltadas para o céu, assemelha-se a altivez da postura de alguns dos cegos retratados na pintura de Bruegel . Um dos principais defensores desta hipótese é o filósofo e crítico francês Jacques Derrida, que a expõe no livro Mémoires d’aveugle .
Outros poetas influenciados pelo trabalho do pintor do flamengo foram os alemães Josef Weinheber e Walter Bauer . O norte-americano William Carlos Williams também escreveu uma série de poemas sobre as obras de Bruegel . O poema “Parable of the Blind” (literalmente “Parábola dos Cegos”), que integra a coletânea de poesias Pictures from Brueghel and Other Poems (1962) , coloca em pauta o significado da composição estética da obra do pintor renascentista. Este foi o último trabalho publicado em vida pelo poeta norte-americano, com o qual ele ganhou, postumamente, o Prêmio Pulitzer de Poesia, em 1963.
A pintura de Bruegel serviu ainda de modelo para a peça de um ato Os Cegos (1890), do dramaturgo belga vencedor do Prêmio Nobel Maurice Maeterlinck. O autor alemão Gert Hoffman escreveu, em 1985, a novela curta Der Blindensturz (em tradução livre para o português: A Parábola dos Cegos), que dramatiza a trajetória dos seis personagens cegos representados na tela do pintor de origem flamenga .